# Reliquienbüste (St. Lambertus)

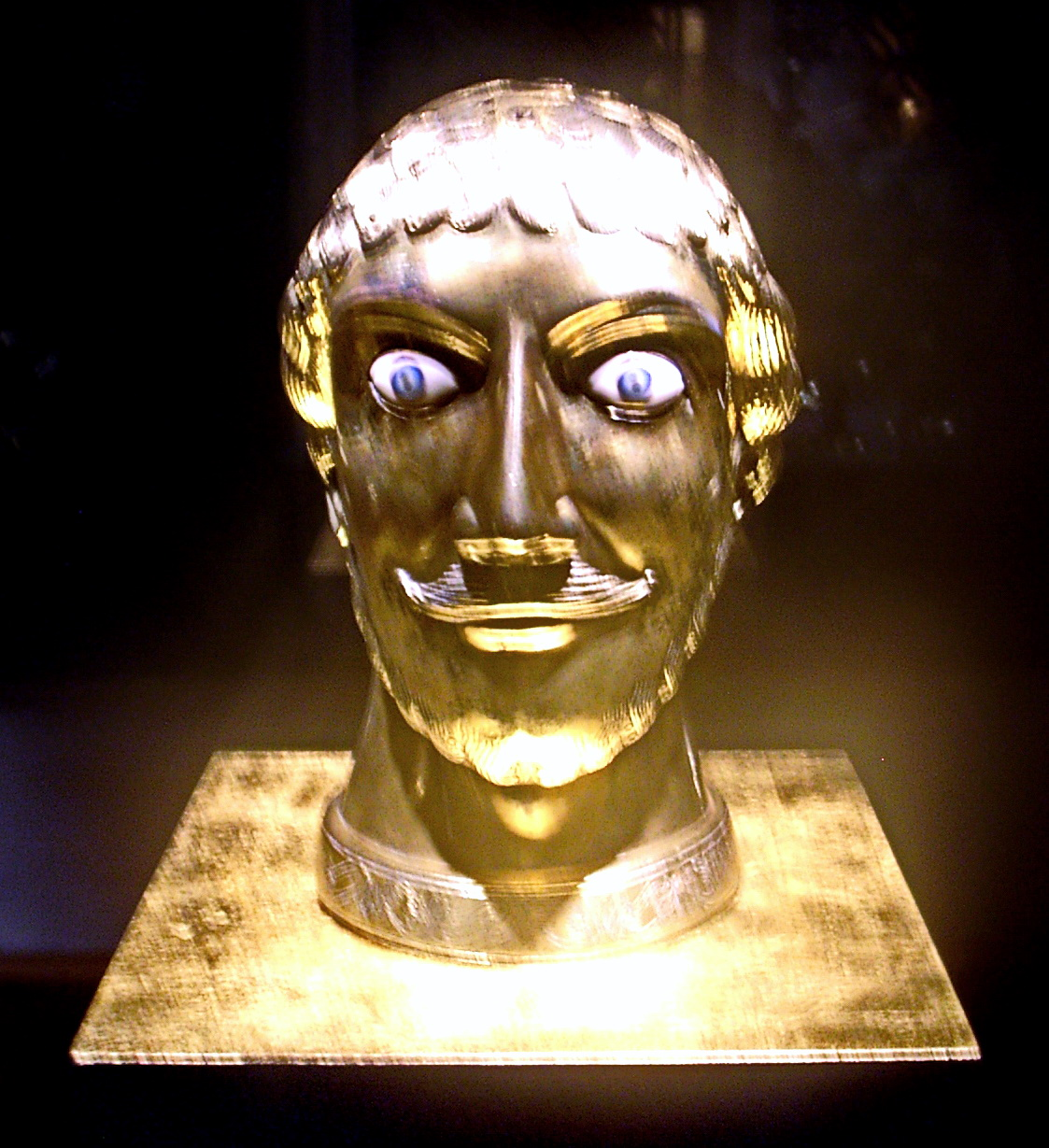
Kopfreliquiar aus St. Lambertus, Düsseldorf

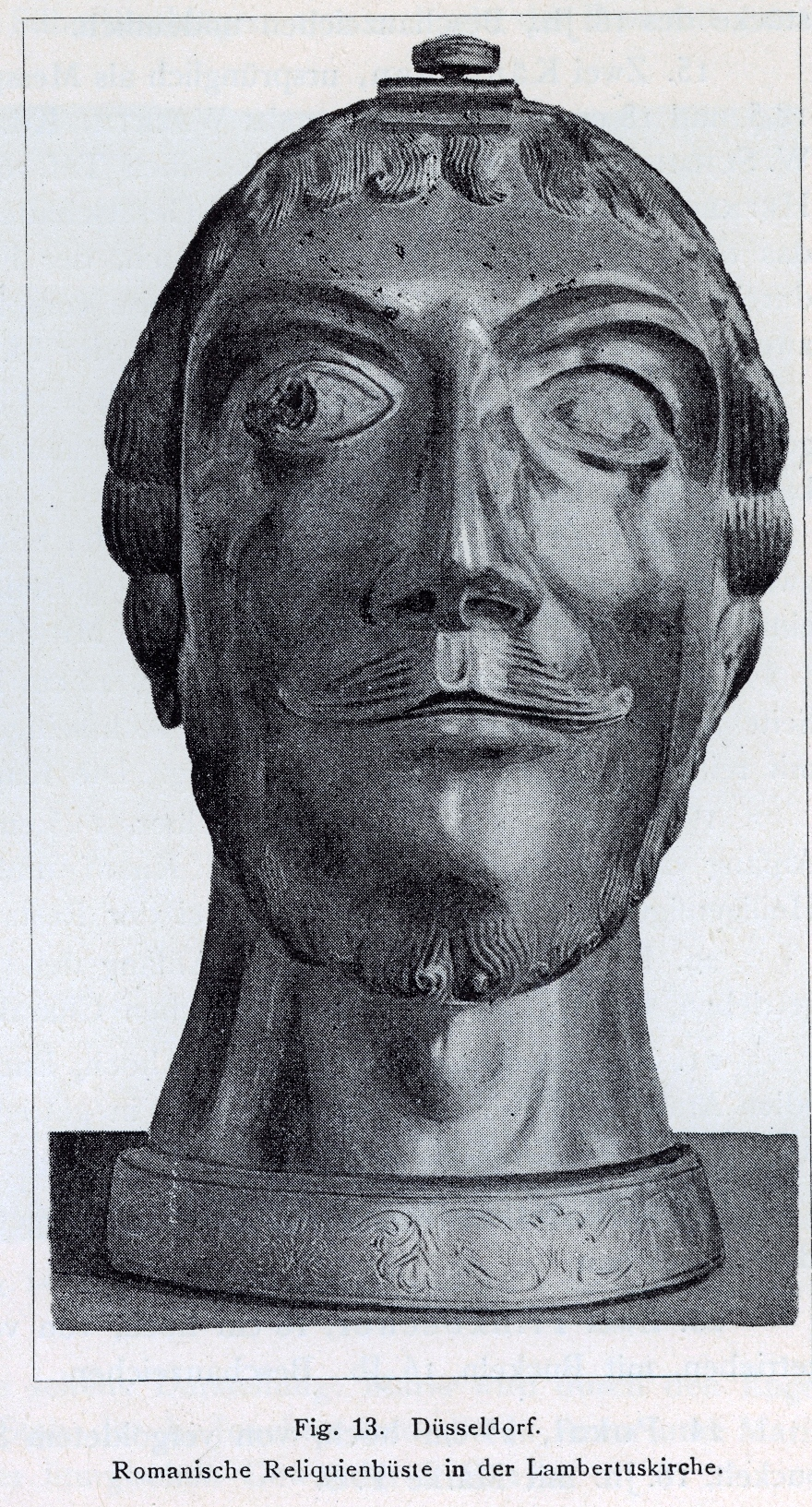
Kopfreliquiar aus St. Lambertus, Düsseldorf

Die Reliquienbüste in der Düsseldorfer Lambertuskirche ist ein romanisches Kopfreliquiar aus der 2. Hälfte des 12. Jahrhunderts. 

## Beschreibung
Es handelt sich um einen dreiteiligen Bronzeguss, der den lebensgroßen Kopf und Hals eines bärtigen Mannes darstellt. Der Hals schließt mit einem breitbandig verzierten Sockel von 15 cm Durchmesser ab. Das ganze Gebilde ist 27 cm hoch. Die in ihm enthaltenen Reliquien werden wahlweise dem Heiligen Vitalis oder dem Heiligen Candidus, christlichen Märtyrern der thebaischen Legion, zugeschrieben. Da es weder im Inneren noch am Äußeren schriftliche Zeugnisse gibt, ist eine genaue Zuschreibung schwierig. Im Inneren befinden sich Schädelteile in einem Beutel aus roter Seide und ein Säckchen mit Erde vom Golgatha.
Das Gesicht ist geprägt von einer scharf geschnittenen Nase, großen, mit Email ausgelegten, mandelförmigen und lidlosen Augen mit gewölbten, parallelen Brauen und einen in der ausmodellierten Labialfalte ansetzenden, an den Enden nach oben gezwirbelten Schnurrbart. Die Haare, die Koteletten und der Kinnbart sind aus schneckenförmigen Strähnen modelliert. Von einer Stelle am Hinterkopf gehen die Locken aus und überdecken den Rand der beiden Teile, die, mit einem Scharnier verbunden, das am Hinterkopf aufklappbare Gefäß bilden. Zum Hals hin ist der Schädel mit einer nicht sichtbaren Platte geschlossen. Im Inneren zeigt sich, dass die zu dünn gegossenen Stellen im Inneren mit Metallstreifen verstärkt wurden.

## Kunsthistorische und lokale Einordnung
Während Paul Clemen in seiner Sammlung der Kunstdenkmäler Düsseldorf schreibt, die Büste könne das im Kircheninventar von St. Lambert aus dem Jahr 1393 erwähnte Haupt des Märtyrers Candidus sein: „angeblich das des h. Vitalis (eher das im Inventar von 1393 genannte Kopfreliquiar des h. Candidus)“, vermutete der mit der Restaurierung des in St-Maurice befindlichen Reliquiars des Schädels des Heiligen Candidus befasste Schweizer Konservator Rudolf Schnyder, dass es sich um eine ursprünglich aus der Schweiz stammende Reliquie des Heiligen Vitalis handeln könne: 

„Ferner ist 1393 ein Caput sci Candidi im Schatzinventar von St. Lambert, Düsseldorf, genannt. Auch hier ist nicht klar, ob es sich um den agaunensischen Märtyrer handelt. Paul Clemen hat dieses Haupt mit dem in St. Lambert erhaltenen Kopfreliquiar des hl. Vitalis identifizieren wollen. Das Vitalishaupt ist 1069 in St-Maurice gestohlen und nach Siegburg verbracht worden (…).“

Die Büste wurde zwischen 1894 und 1935 restauriert, dabei wurde das 1894 beinahe schon verlorene Email der Augen erneuert, der Kopf neu vergoldet sowie ein Knopf auf dem Schädel, der dem Öffnen des Behältnisses diente, entfernt. Bei den Augen handelt es sich um emaillierte Scheiben, die mit Hilfe von Schrauben in der Pupille in den Aussparungen der Augenhöhlen befestigt sind.
Verschiedene Versuche, mit Hilfe stilistischer oder fertigungstechnischer Vergleiche der Haartracht, der Schädel- oder Gesichtsform oder des Blattornamentes (Akanthus) am Sockel des Reliquiars den Zeitpunkt oder die herstellende Werkstatt zu bestimmen, führten bisher zu keinen eindeutigen Ergebnissen. Den Entstehungszeitraum sieht Falk in der Zeit zwischen 1150 und 1200, beziehungsweise auch noch der Beginn des 13. Jahrhunderts, der Entstehungsraum lasse sich nicht weiter eingrenzen als möglicherweise: „der Aachener Raum, der Niederrhein, das Maasgebiet und Lothringen“.